# 삼각진
삼각진(三角陳, 영어: magic triangle)은 1부터 n까지의 정수를 삼각형에 적어넣어 정해진 수의 합이 같도록 한 것이다.

## 둘레 삼각진
삼각진(三角陳, 영어: magic triangle) 또는 둘레 삼각진(-三角陳, 영어: perimeter magic triangle)은 각 변에 적힌 수의 개수가 차수로 같고 각 변에 적힌 수의 합이 마법 상수로 같도록 1부터 n까지의 자연수를 둘레에 배치한 것이다. 마방진과는 달리, 같은 차수의 삼각진에도 마법 합이 다를 수 있다.

### 예시

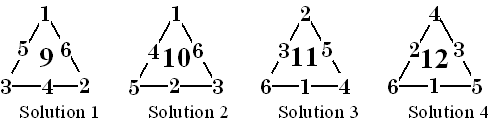
Order-3 magic triangles.

3차 삼각진은 자명한 1차 삼각진을 제외하면 가장 단순한 삼각진이다.

## 그 외의 삼각진
그 외에도 삼각수나 사각수개의 1부터 n까지의 정수를 삼각형으로 배열한 뒤 합이 같도록 한 삼각진이 있다. 세인트 올라프 칼리지(St. Olaf College)의 Matthew Wright와 제자들의 삼각진은 사각수개의 삼각형을 배열한 뒤 k번째 가로줄과 n+1-k번째 가로줄의 수의 합이 같도록 한 것으로, 해의 갯수가 급속도로 증가한다., 이를 변형하여 삼각수개의  삼각형을 배열한 뒤 k번째 가로줄과 n+1-k번째 가로줄의 수의 합이 같도록 한 삼각진(OEIS의 수열 A355119)과 삼각수개의 삼각형을 배열한 뒤 k번째 가로줄과 n-k번째 가로줄의 수의 합이 같도록 한 삼각진(OEIS의 수열 A356643)도 있다.

## 같이 보기
- 다각진
- 육각진